# Flugplatz Rom-Urbe

i7
i11
i13

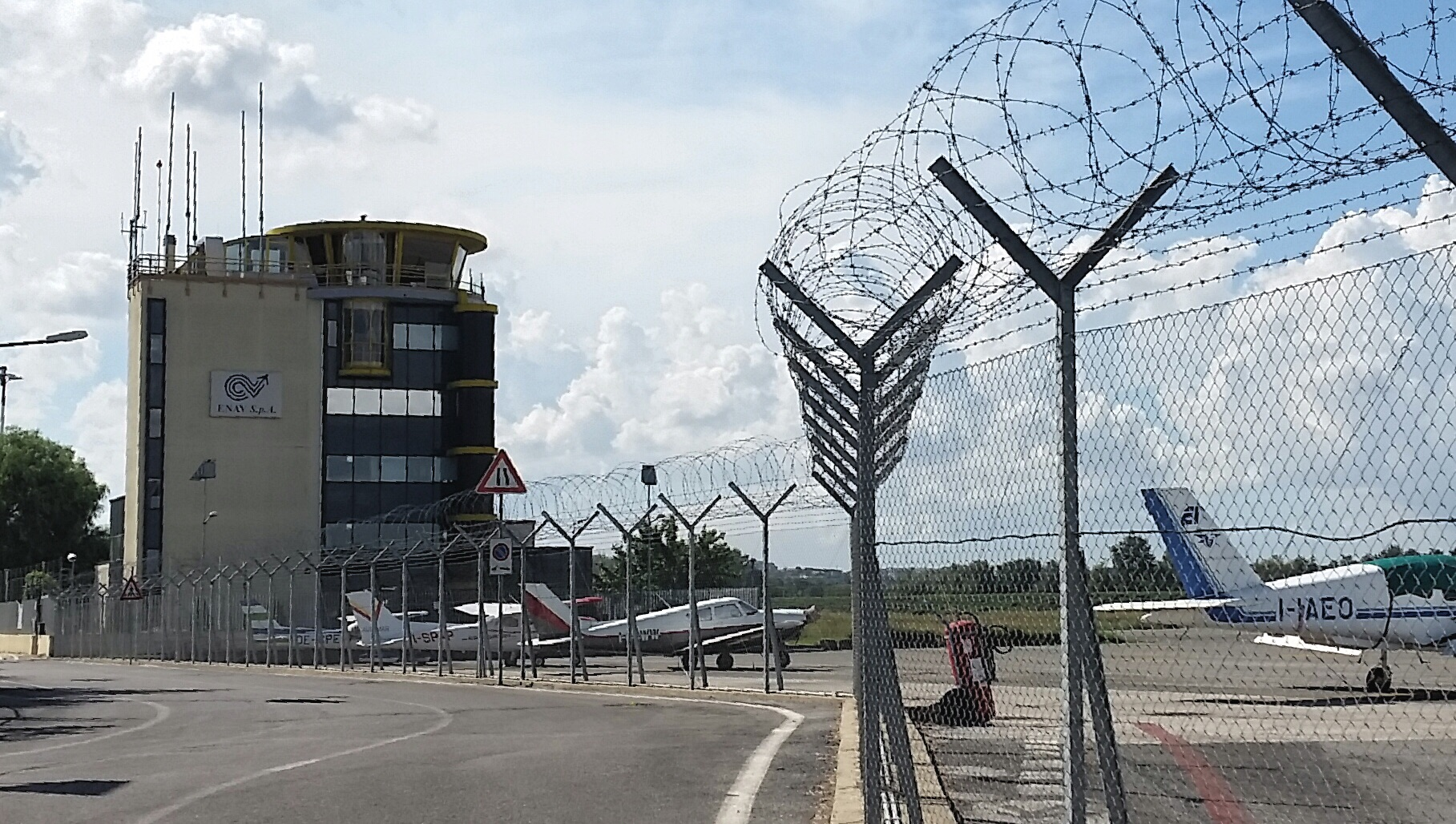
Tower des Flugplatzes

Der Flugplatz Rom-Urbe (ICAO-Code: LIRU) ist ein nördlich von Rom gelegener Flugplatz der italienischen Hauptstadt, auf dem vorwiegend die allgemeine Luftfahrt abgewickelt wird. Auf dem Flugplatz hat der Aeroclub von Rom seinen Sitz. Die Flughäfen Rom-Fiumicino und Rom-Ciampino dienen der Stadt Rom als Verkehrsflughäfen.

## Verkehrsanbindung
Unmittelbar östlich des Flugplatzes führt die Via Salaria vorbei. Nach Norden verbindet sie den Flugplatz mit dem Autobahnring A90 und mit der Autostrada del Sole, nach Süden mit der römischen Innenstadt. Parallel zur Salaria verläuft eine Bahnstrecke. Nahe dem Flugplatz befindet sich ein Bahnhof (Stazione Nuovo Salario), von dem aus über die S-Bahn-artige Linie FL-1 die Innenstadt erreicht werden kann.

## Allgemeine Luftfahrt
Im Bereich der Allgemeinen Luftfahrt wird der Flugplatz vor allem von kleineren Propellerflugzeugen genutzt, während Geschäftsreiseflugzeuge vorwiegend nach Ciampino fliegen. Vom Flugplatz Urbe aus werden u. a. Rundflüge und Lufttaxidienste angeboten. Der Flugplatz dient auch als Heliport, u. a. für Sicherheits- und Zivilschutzbehörden.

## Geschichte
Im Jahr 1927 erwarb die Compagnia Nazionale Aeronautica (CNA) in einem Flussbogen des Tibers einen Teil des sogenannten „Serpentara-Felds“, um dort einen zivilen Verkehrsflughafen für die italienische Hauptstadt zu errichten. Abfertigungseinrichtungen und Hangars entstanden im Osten entlang der Via Salaria. Das zunächst ausschließlich aus Gras bestehende Flugfeld im Flussbogen wurde durch die Anlage von Entwässerungsdrainagen flugtauglich gemacht und im Westen am Fluss eine Anlegestelle für Wasserflugzeuge eingerichtet. Der als Aeroporto del Littorio bezeichnete Flugplatz wurde am 21. April 1928 eingeweiht. Ende 1930 begann auf dem Flugfeld der Bau einer 4.440 m langen Motorsport-Rennstrecke, der Pista del Littorio, die von 1931 bis 1934 in Betrieb war. Unter anderem wurde dort 1932 die Motorrad-Europameisterschaft ausgetragen.
Ab 1934 hatte auf dem Flugplatz die nationale Fluggesellschaft des faschistischen Italiens, die Ala Littoria, ihren Sitz. Die parallele kommerzielle Nutzung des Tibers durch Wasserflugzeuge fand nicht wie ursprünglich geplant am Aeroporto del Littorio statt; für diese Art von Flugzeugen zog man dann neben dem Bracciano-See die Tibermündung bei Ostia vor, wo ein separater Wasserflugplatz entstanden war.
Im Zweiten Weltkrieg wurde der Flugplatz für militärische Zwecke genutzt und schließlich durch alliierte Bombardements weitgehend zerstört. Nach dem ersten provisorischen Wiederaufbau konnte der Flugplatz wieder von zivilen Fluggesellschaften angeflogen werden, auch kleinere fliegende Einheiten des Militärs wurden in Rom-Urbe stationiert. Am 14. April 1947 nahm die Linee Aeree Italiane in Rom-Urbe ihren Flugbetrieb auf der Strecke nach Mailand auf, zwei Tage danach auf derselben Strecke die Avio Linee Italiane, und am 5. Mai 1947 folgte Alitalia auf der Strecke von Turin nach Rom-Urbe und weiter nach Catania. Der geplante Ausbau zum zentralen Verkehrsflughafen der italienischen Hauptstadt scheiterte wegen der städtebauliche Ausdehnung Roms in Richtung Norden und insbesondere wegen der begrenzten Fläche im Tiber-Bogen, der den Bau einer längeren Start- und Landebahn nicht erlaubte. Nachdem man in Rom-Ciampino Ende 1948 eine neue, 2.250 Meter lange Start- und Landebahn eröffnet und in den folgenden Jahren drei Passagierterminals errichtet hatte, zogen sich nach und nach alle Linienfluggesellschaften aus Rom-Urbe zurück. Der internationale Flugbetrieb lief von Anfang an über Ciampino, für inneritalienische Flüge hielt Alitalia aber noch bis 1953 an Rom-Urbe fest. Aerolinee Itavia verlegte im Jahr 1962 ihre Basis von Urbe nach Ciampino. Seit dieser Zeit dient der Flugplatz Rom-Urbe in erster Linie der Allgemeinen Luftfahrt. In den letzten Jahren wurde der Flugplatz modernisiert und um einen Heliport ergänzt.

## Ausbaupläne
Eine zweite, 1400 m lange und 23 m breite Start- und Landebahn (14/32) ist im Bereich des Flussbogens geplant. Damit soll der Flugplatz auch für Maschinen der Größe einer Falcon 900 geöffnet werden. Mit der derzeitigen Bahn würde die neue Piste die Form eines V bilden. Westlich, entlang des Tibers, sollen Wartungseinrichtungen entstehen, im Nordosten neue Abfertigungsanlagen.

## Weitere Flugplätze
Der knapp 30 Kilometer nordöstlich von Rom gelegene Militärflugplatz Guidonia steht der Allgemeinen Luftfahrt eingeschränkt zur Verfügung. Von Guidonia aus flog die Linee Aeree Transcontinentali Italiane (LATI), eine Tochter der Ala Littoria, von 1939 bis 1941 nach Südamerika. Der zwischen Ciampino und der Innenstadt gelegene ehemalige Militärflugplatz Rom-Centocelle, einer der ältesten Flugplätze Italiens (1909) und ehemaliger Sitz des römischen Aeroclubs, ist mittlerweile weitgehend aufgelassen worden.